# Eragrostiella

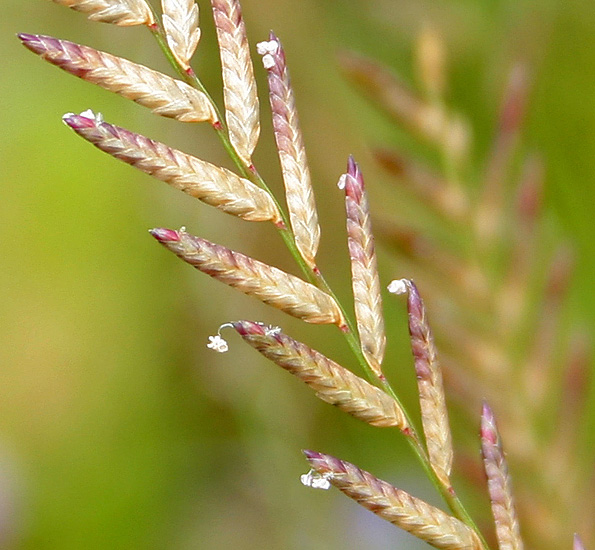
Eragrostiella bifaria

Eragrostiella is een geslacht uit de grassenfamilie (Poaceae). De soorten van dit geslacht komen voor in delen van Afrika, Azië en Australazië.

## Soorten
Van het geslacht zijn de volgende soorten bekend: 
- Eragrostiella bifaria
- Eragrostiella brachyphylla
- Eragrostiella collettii
- Eragrostiella coromandelina
- Eragrostiella leioptera
- Eragrostiella lolioides
- Eragrostiella nardoides
- Eragrostiella walkeri